# Одноковшовый экскаватор

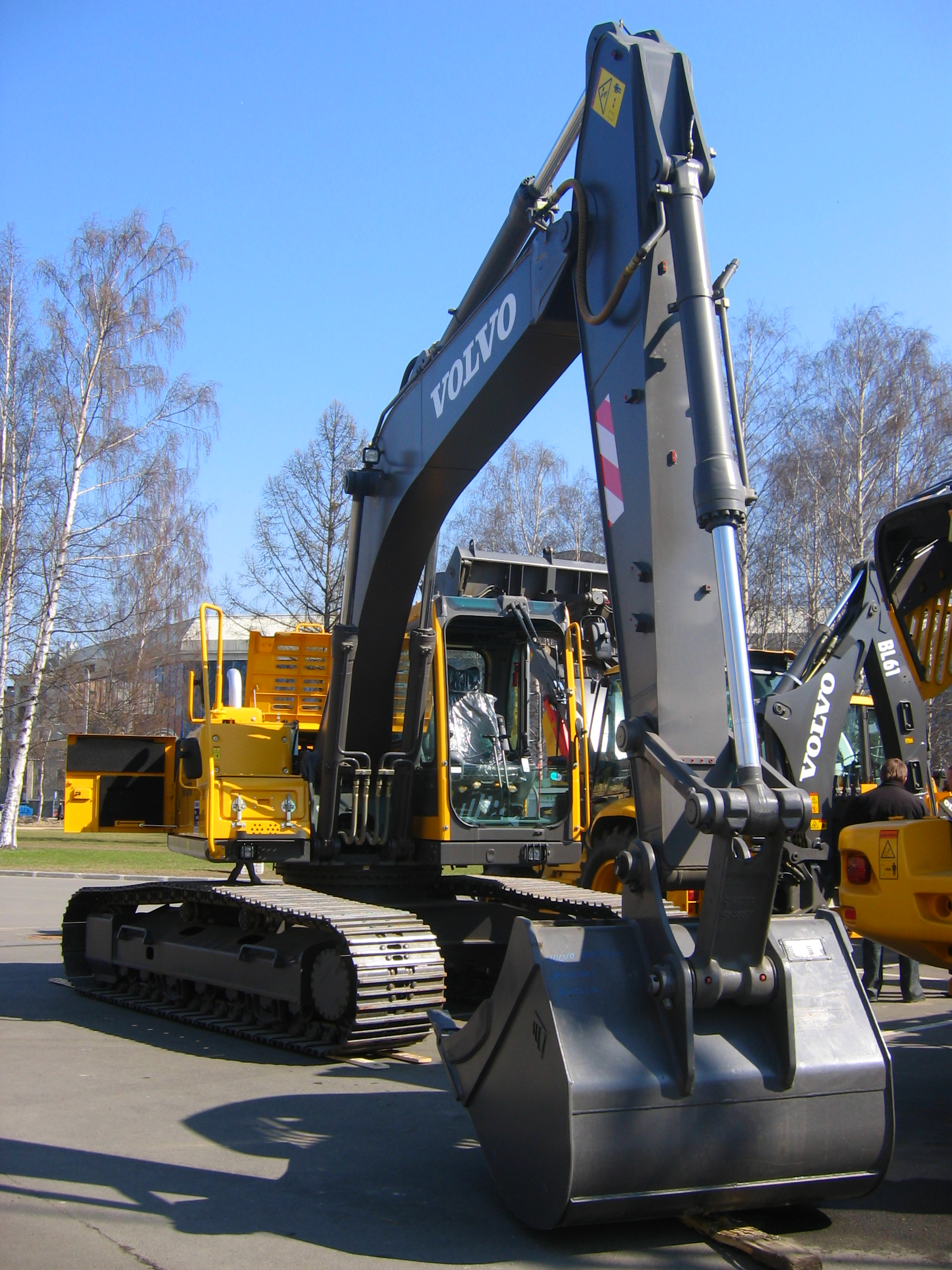
Одноковшовый гидравлический дизельный экскаватор с обратной лопатой.

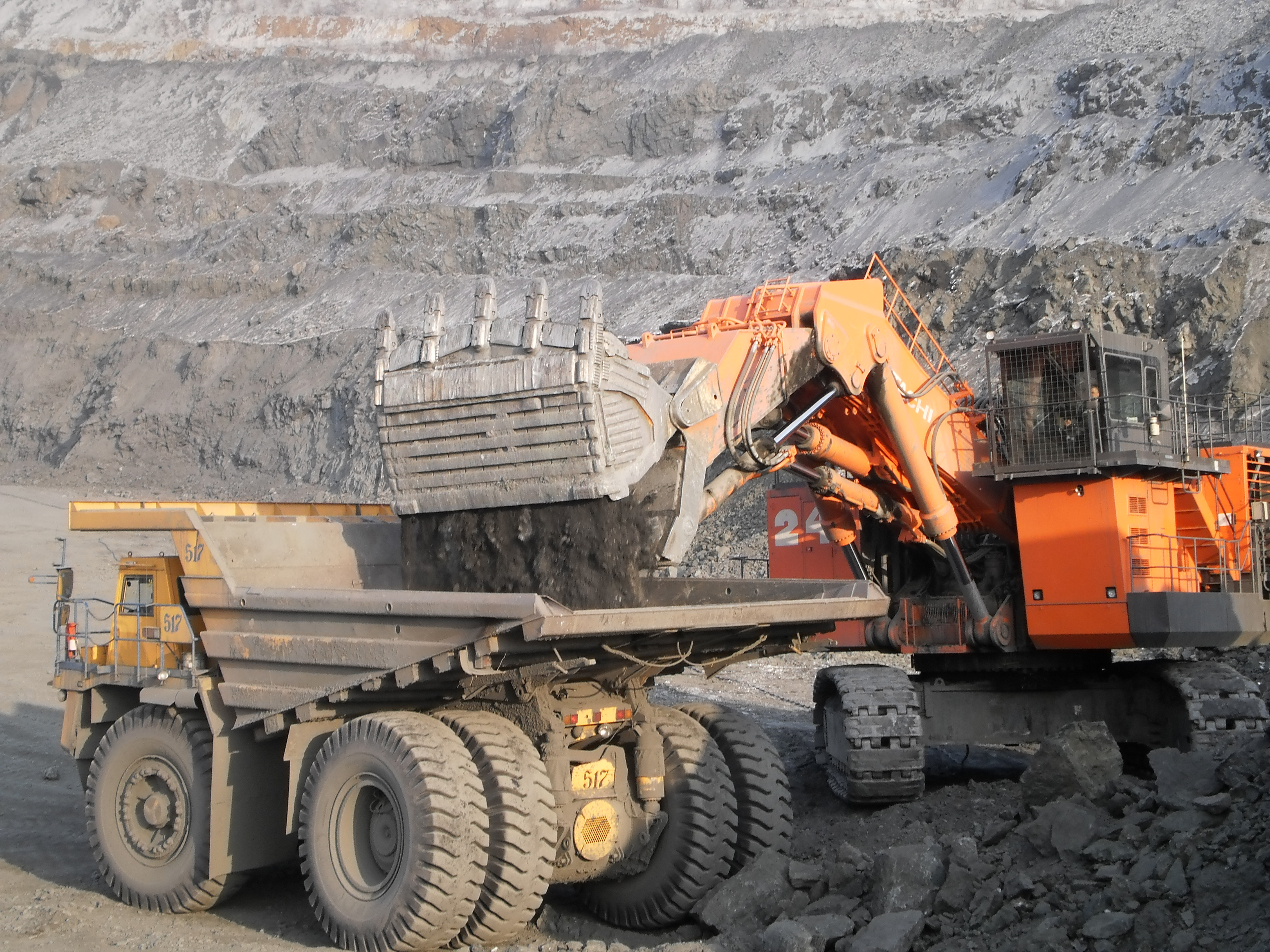
Одноковшовый электрогидравлический экскаватор с прямой лопатой в карьере. Выполняет погрузку горной массы в кузов 130-тонного Белаза.

Одноковшо́вый экскава́тор — разновидность экскаватора, землеройная машина циклического действия для разработки (копания), перемещения и погрузки грунта. 
Рабочим органом одноковшового экскаватора является подвижный ковш разного объёма, закреплённый на стреле, рукояти или канатах. Ковш загружается за счёт перемещения относительно разрабатываемого грунта. При этом корпус экскаватора относительно грунта остаётся неподвижным — тяговое усилие создаётся механизмами экскаватора. Это отличает экскаватор от скрепера и фронтального погрузчика, где тяговое усилие при загрузке ковша создаётся перемещением корпуса машины.
Одноковшовый экскаватор — наиболее распространённый тип землеройных машин, применяемых в строительстве и добыче полезных ископаемых. По виду работ отмечают два основных типа экскаватора по направлению зуба ковша — обратная или прямая лопата. Экскаваторы с прямой лопатой применяются только в карьерах при загрузке горной массы в вагоны думпкара или для погрузки рудой или иной горной породой карьерных самосвалов. Отличительной особенностью такого экскаватора является открывающееся днище ковша.

## Размерные группы
В СССР/России используется следующая система размерных групп одноковшовых экскаваторов:
| Номер размерной группы | Эксплуатационная масса, т | Мощность основного двигателя, л.с. | Объём ковша (геометрический), м³ | Класс экскаватора |
| ---------------------- | ------------------------- | ---------------------------------- | -------------------------------- | ----------------- |
| 0                      | менее 3                   | 10-40                              | менее 0,1                        | особо лёгкий      |
| 1                      | 5-6                       | 30-50                              | 0,15-0,4                         | лёгкий            |
| 2                      | 8-9                       | 40-60                              | 0,25-0,6                         | лёгкий            |
| 3                      | 10-12                     | 50-80                              | 0,3-1,0                          | средний           |
| 4                      | 19-30                     | 80-130                             | 0,65-1,6                         | средний           |
| 5                      | 30-40                     | 100-200                            | 1,2-2,5                          | тяжёлый           |
| 6                      | 55-60                     | 200-350                            | 1,6-4                            | тяжёлый           |
| 7                      | 80-100                    | 300-500                            | 2,5-6,3                          | особо тяжёлый     |
| 8                      | 100-160                   | 400-800                            | 5-10                             | особо тяжёлый     |

1. ↑  Мощность двигателя может выходить за пределы, указанные в размерной группе
2. ↑  Фактический объём ковша (с «шапкой») больше геометрического на 15 %-30 %.
3. ↑  При работе на тяжёлых грунтах экскаваторы оборудуются ковшами меньшего объёма
4. ↑  На железнодорожные, плавучие и шагающие экскаваторы, указанные размерные группы не распространяются

## Классификация
Одноковшовые экскаваторы классифицируются по типу шасси, типу привода, типу рабочего оборудования, возможности поворота рабочего оборудования относительно опорной поверхности.

### По возможности поворота рабочего оборудования относительно опорной поверхности

#### Полноповоротные

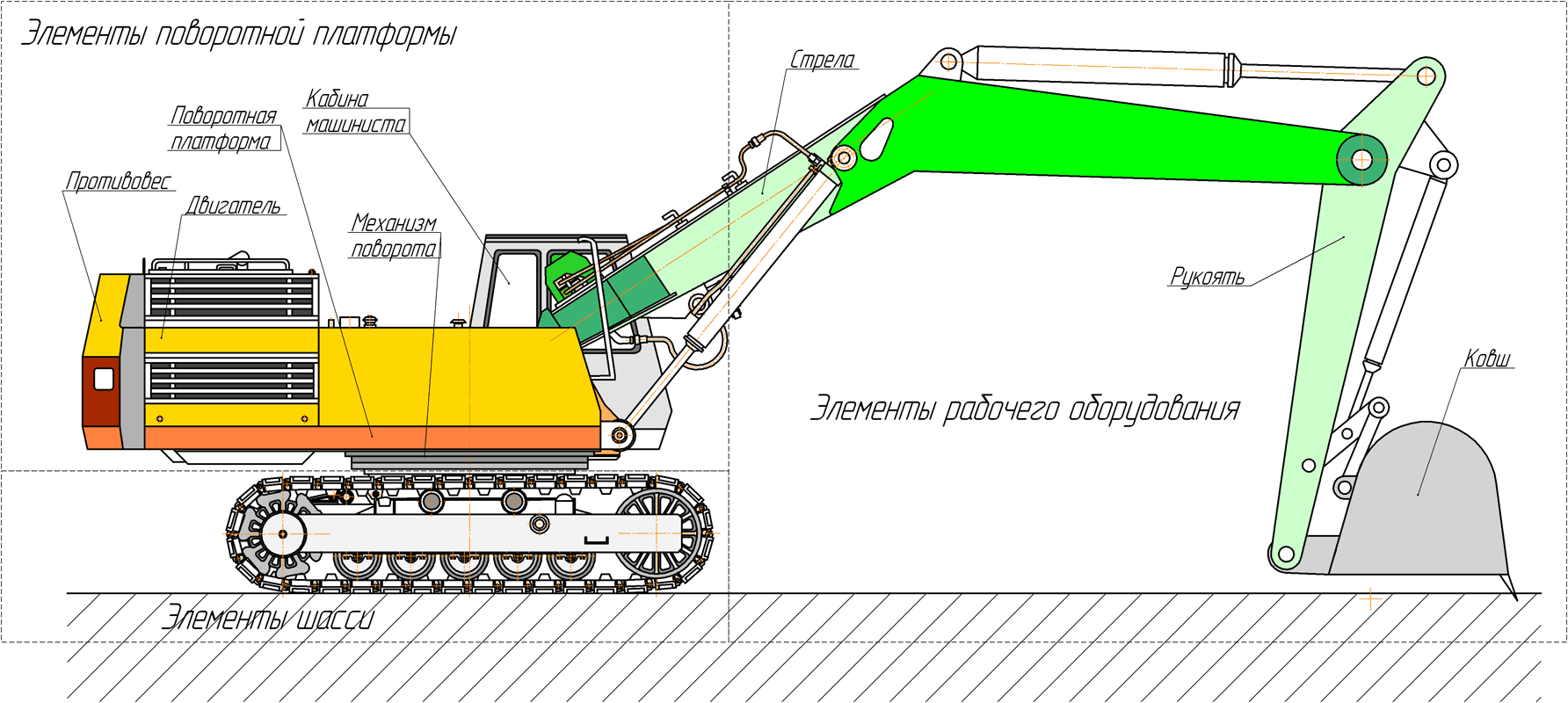
Схема полноповоротного экскаватора

Рабочее оборудование, приводы, кабина машиниста и двигатель устанавливаются на поворотной платформе, которая, в свою очередь, устанавливается на шасси посредством опорно-поворотного устройства (ОПУ), и может поворачиваться относительно него в любую сторону на любой угол. Гидравлические и пневматические системы шасси и поворотной платформы полноповоротных экскаваторов соединены с применением коллектора, что позволяет производить неограниченное количество полных оборотов в одну сторону. В механических экскаваторах для привода механизма передвижения используется вертикальный вал, в котором коаксиально располагаются элементы системы управления в виде механической тяги или пневматического коллектора. ОПУ экскаваторов с электроприводом включает в себя щётки и контактные кольца.

#### Неполноповоротные
Рабочее оборудование закрепляется на шасси с помощью поворотной колонки. На многих машинах подобного типа поворотная колонка монтируется на поперечных направляющих, что позволяет перемещать её вместе с рабочим оборудованием вправо-влево с последующей жёсткой фиксацией для более удобного положения рабочего оборудования. Поворот рабочего оборудования осуществляется на угол 45—90 градусов от начального положения. Двигатель, механизмы, кабина машиниста размещены на неповоротном шасси. В настоящее время неполноповоротными выполняются экскаваторы, навешиваемые на тракторы.

### По типу шасси

#### Навешиваемые на тракторы

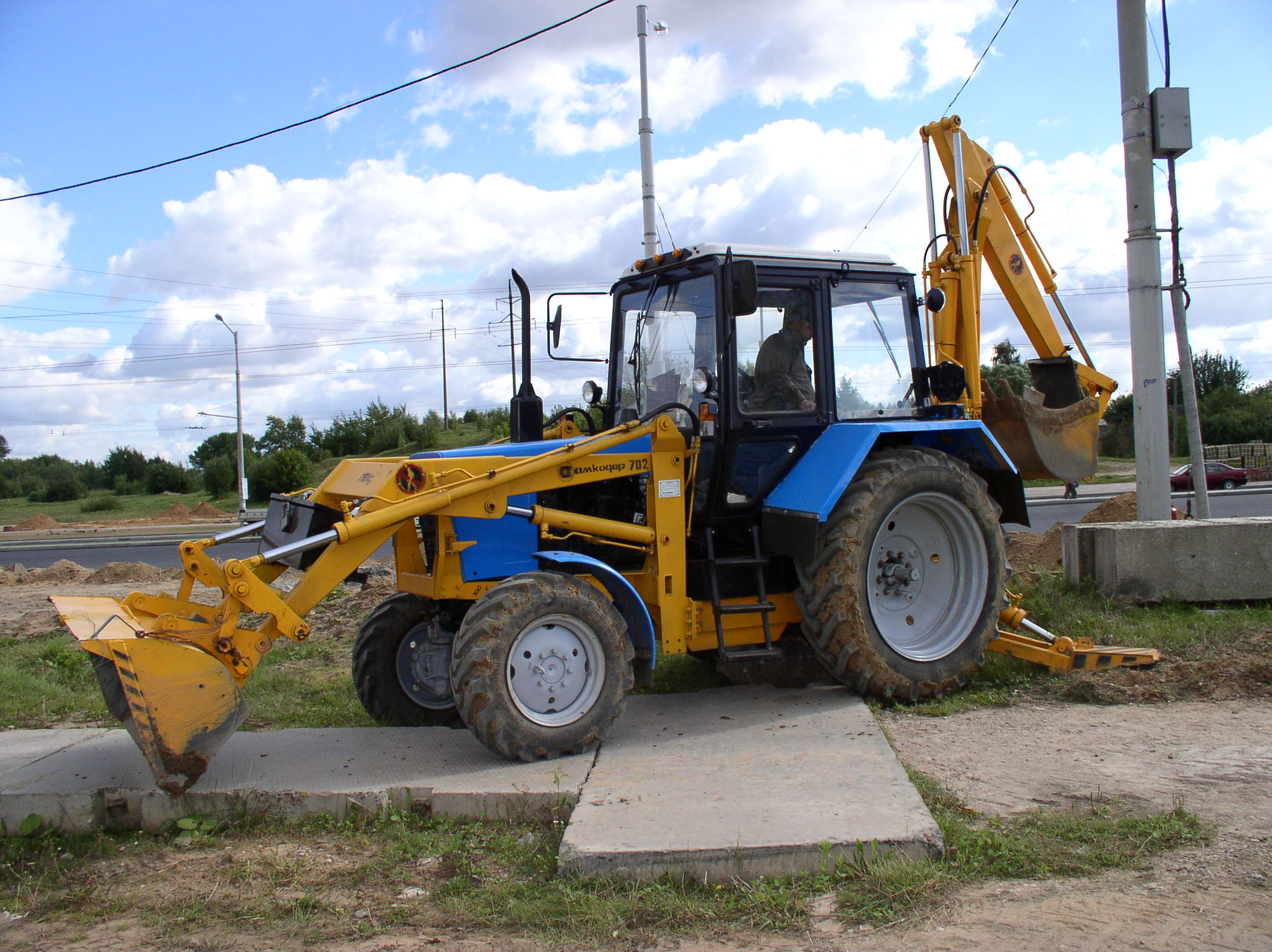
Экскаватор, навешенный на трактор «Беларусь»
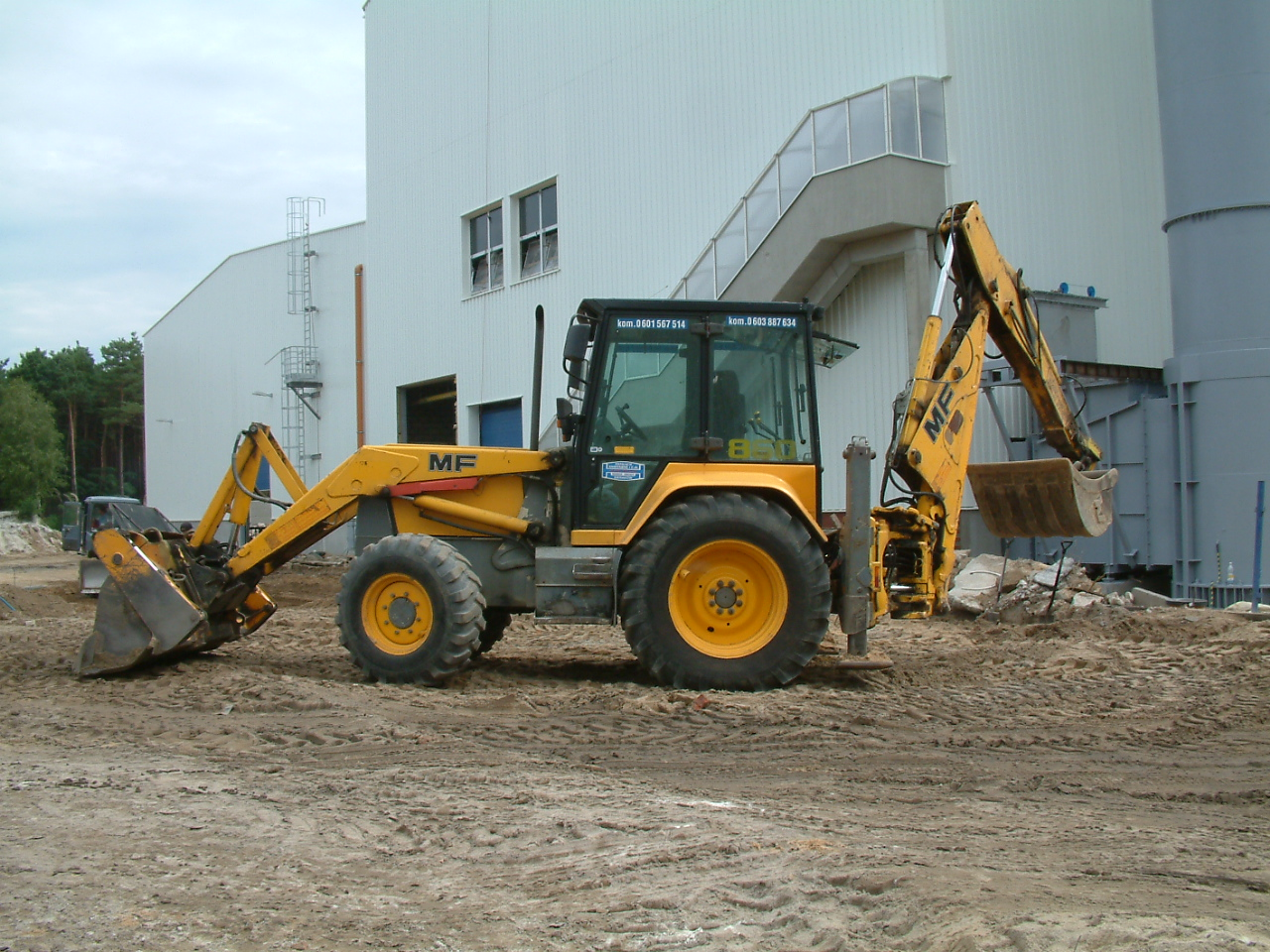
Тракторный экскаватор зарубежного производства

В качестве базового шасси используется трактор, чаще всего колёсный. Неполноповоротное экскаваторное оборудование устанавливается сзади (реже сбоку) трактора, на специальной раме. Наиболее распространёнными являются экскаваторы, навешиваемые на тракторы класса 1,4. Характерный объём ковша — 0,2—0,5 м³. Применяются для выполнения небольших землеройных или погрузочных работ, чаще всего при ремонте инженерных сетей. Конструкция рабочего оборудования позволяет оперативно переставлять ковш для работы прямой или обратной лопатой. Ковш может заменяться грейфером, грузовыми вилами или крюком. Для привода используется двигатель базового трактора. Привод рабочего оборудования гидравлический.
Благодаря относительно высокой скорости хода могут оперативно прибывать к месту выполнения работ, расположенных на расстоянии 20—30 км от места базирования. Трактор с навешенным экскаваторным оборудованием может использоваться также для выполнения транспортных и бульдозерных работ.

#### На автомобильном шасси

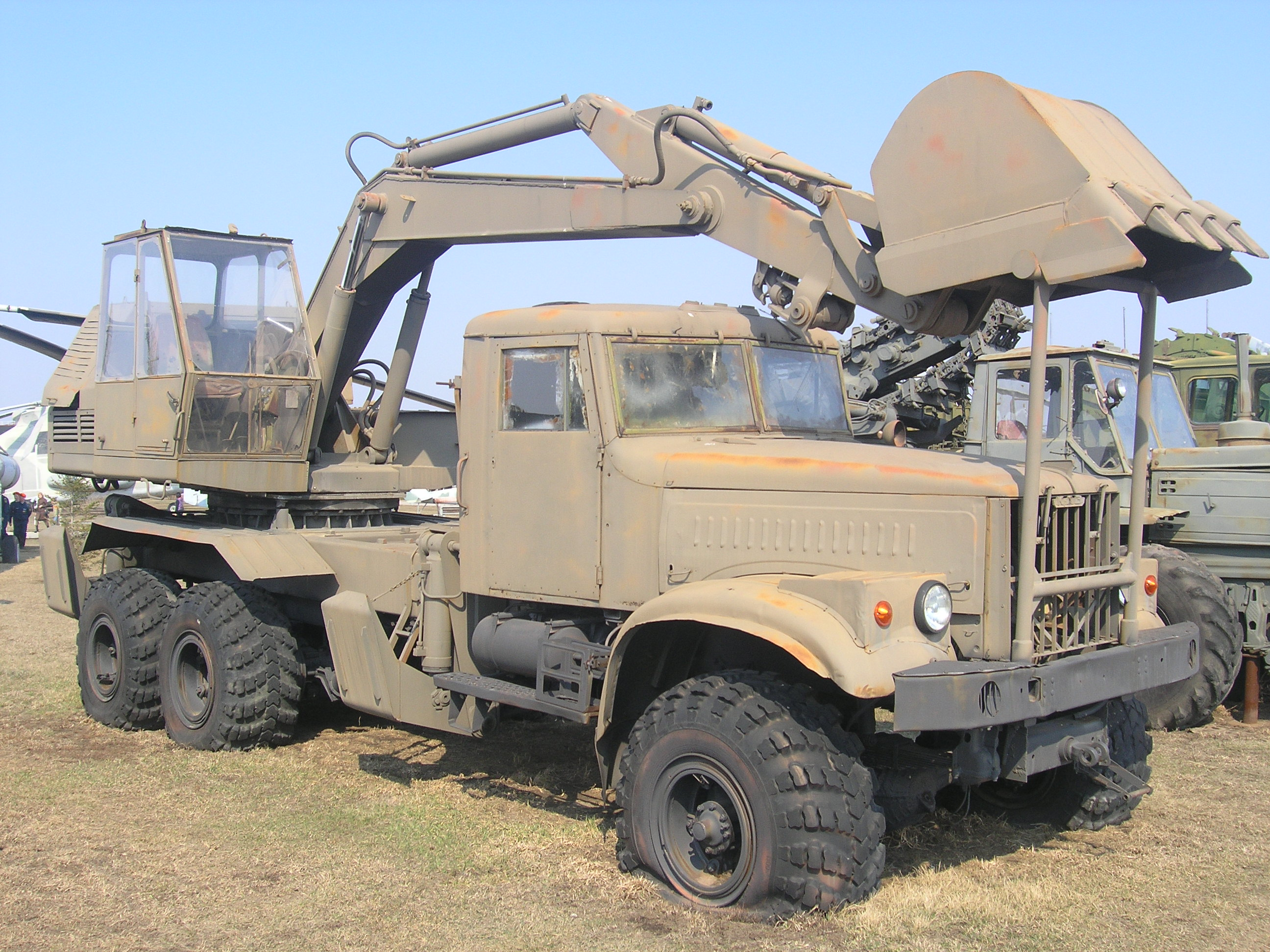
Экскаватор ЭОВ-4421 на шасси КрАЗ-255
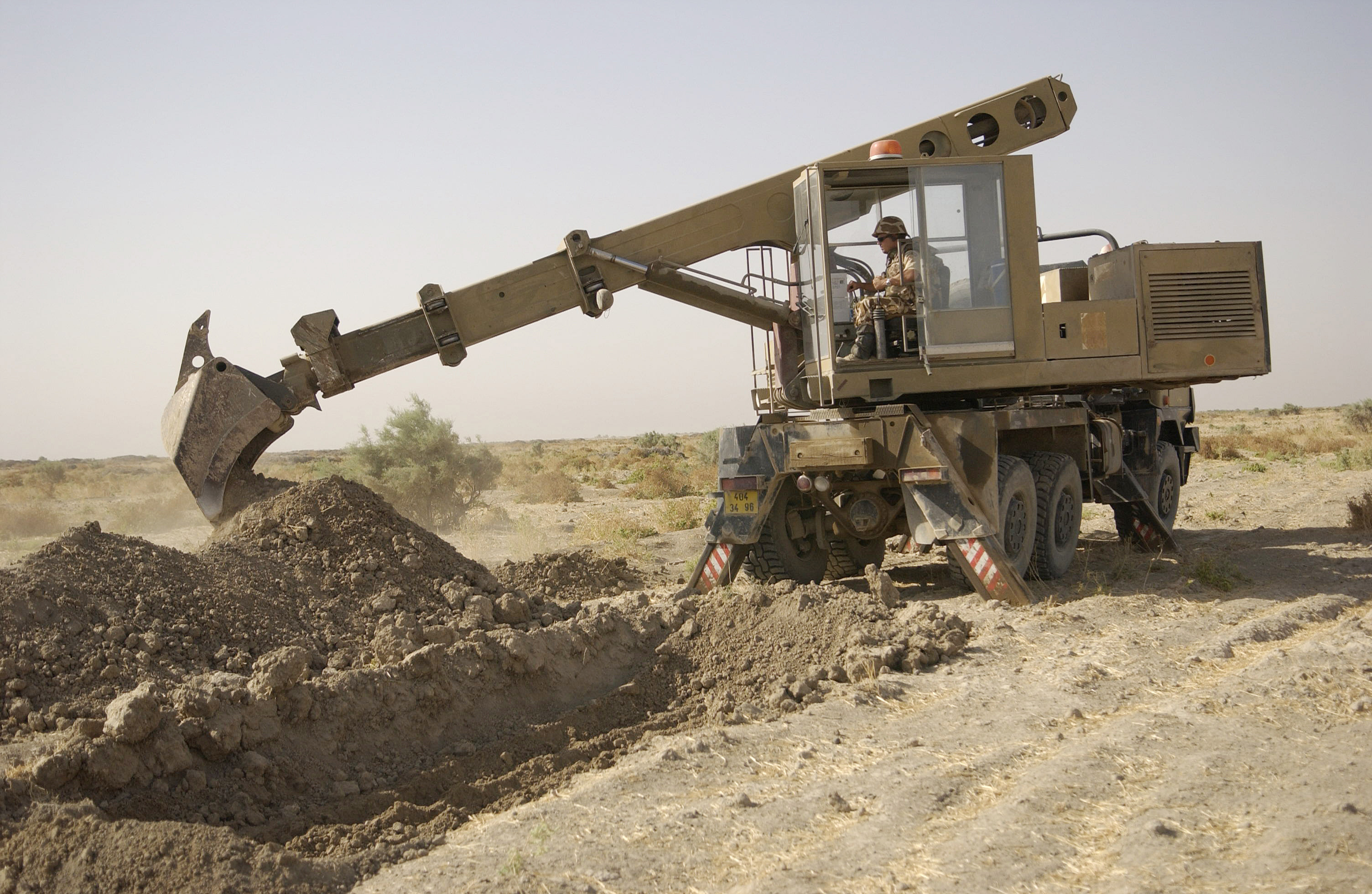
Экскаватор UDS на шасси Tatra-141

В качестве базового шасси используется грузовой автомобиль, чаще всего повышенной проходимости. Обладают высокой скоростью перемещения. Применяются в случаях, когда требуется высокая мобильность: в военном деле (инженерные войска, дорожные войска), при выполнении спасательных операций, при строительстве дорог, очистке каналов. Рабочее оборудование — преимущественно — обратная лопата. Выпускаются экскаваторы с телескопической стрелой и поворотным ковшом, позволяющим оперативно переходить от прямой лопаты к обратной. Для привода может использоваться как двигатель базового автомобиля, так и отдельный двигатель, установленный на поворотной платформе.

#### Пневмоколёсные

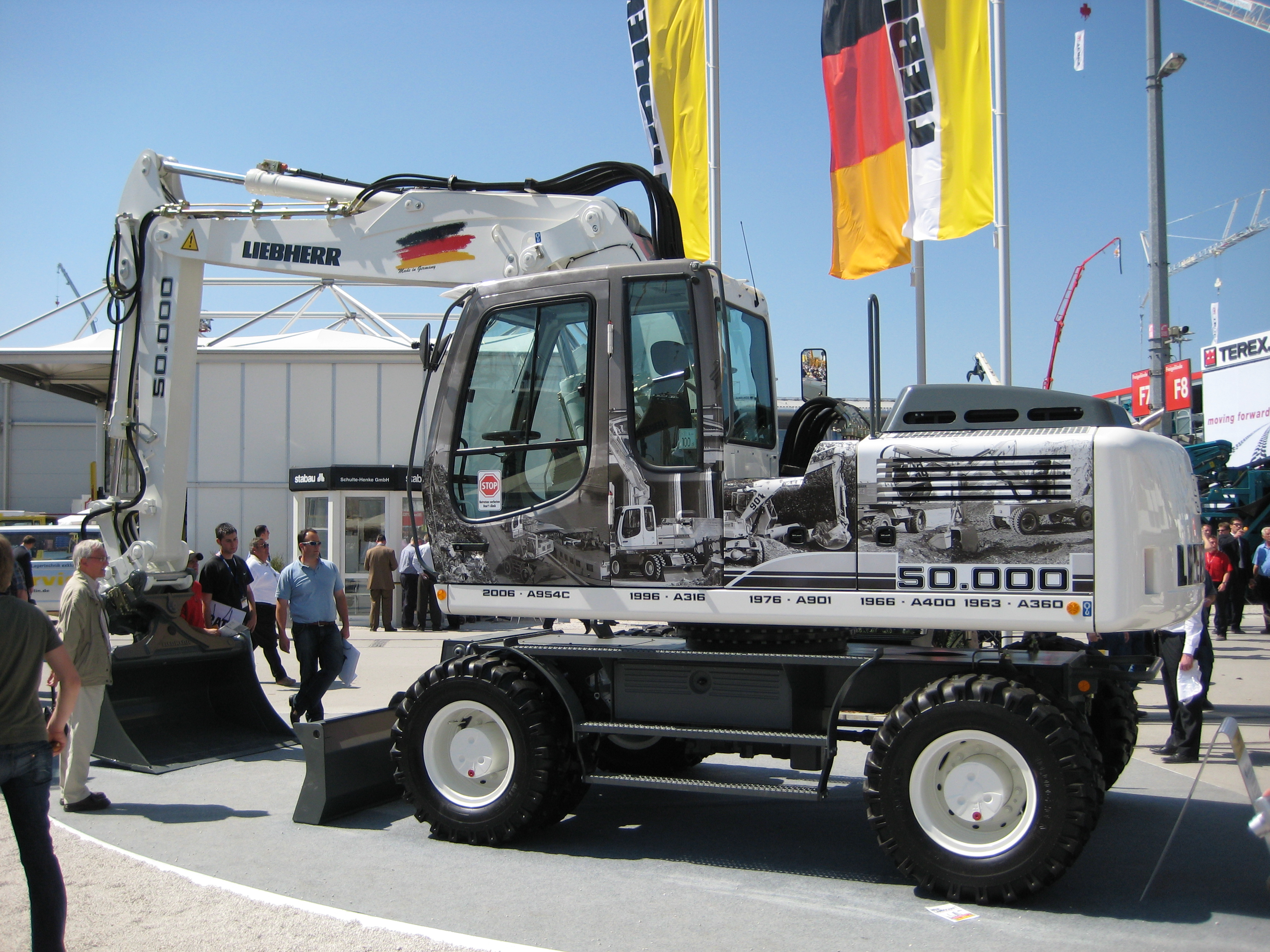
Современный пневмоколёсный экскаватор с гидравлическим приводом
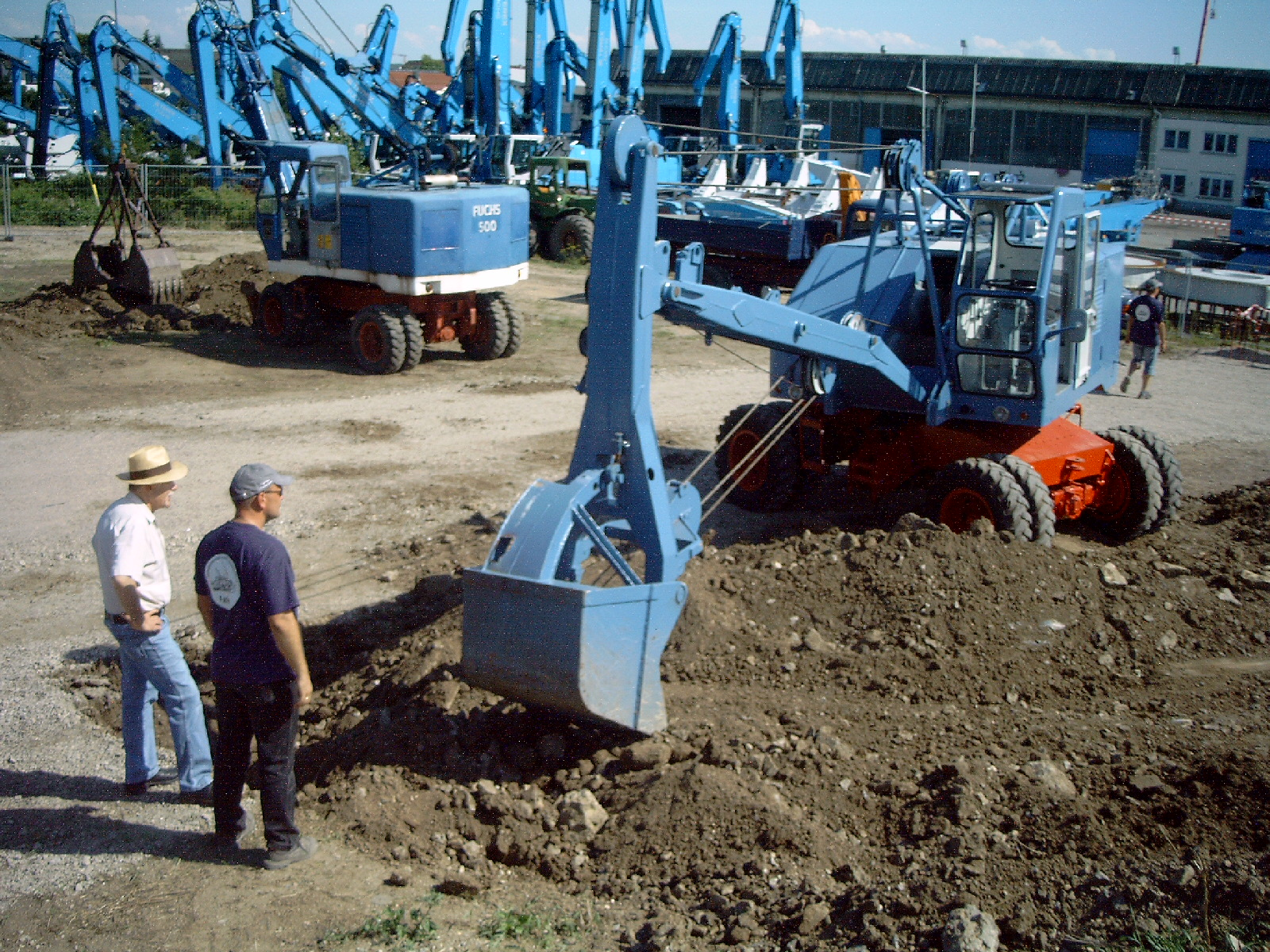
Пневмоколёсный экскаватор 50-х—60-х годов с канатным приводом

Экскаваторы имеют собственное специальное шасси, опирающееся на колёса с пневматическими шинами. Выполняются чаще всего полноповоротными. Для повышения устойчивости и предотвращения сползания при загрузке ковша имеют выносные опоры. Имеют скорость хода до 30 км/ч. Могут буксироваться грузовыми автомобилями со скоростью до 40 км/ч. Проходимость по слабым грунтам ограниченная. Выпускаются в широком диапазоне размерных групп — от микроэкскаваторов с объёмом ковша 0,04 м³ до тяжёлых колёсных экскаваторов — с объёмом ковша до 1,5 м³. В связи со спецификой выполняемых работ: разработка котлованов, траншей, планировочные работы — рабочее оборудование — преимущественно обратная лопата. Могут использоваться с грейфером, челюстным захватом, гидравлическим молотом для рыхления грунта. Получили широкое распространение при выполнении различных видов строительных и ремонтных работ.
Привод колёс шасси может осуществляться как от двигателя рабочего оборудования через механические или гидравлические передачи (гидромоторы), так и от отдельного двигателя.

#### Гусеничные

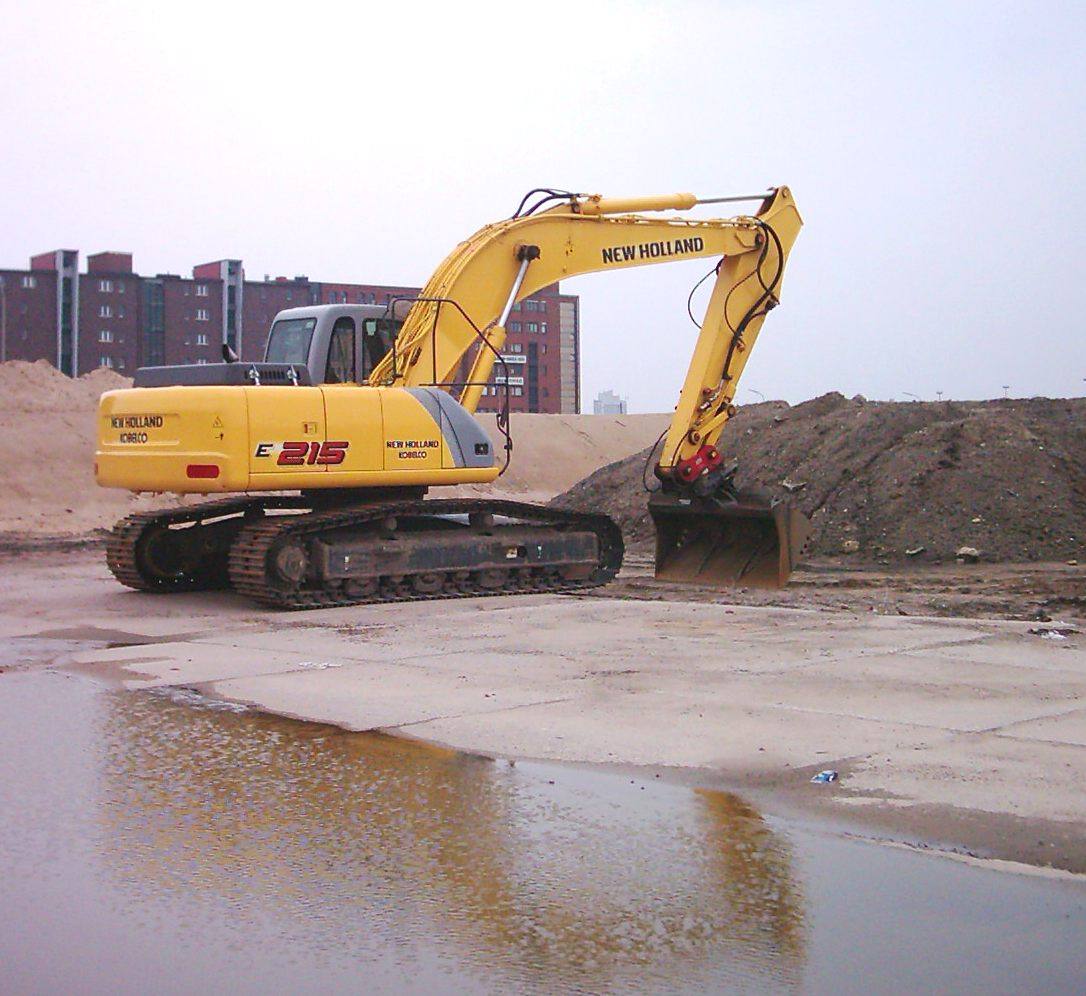
Гусеничный экскаватор компании New Holland 2000-х годов массой 22т.
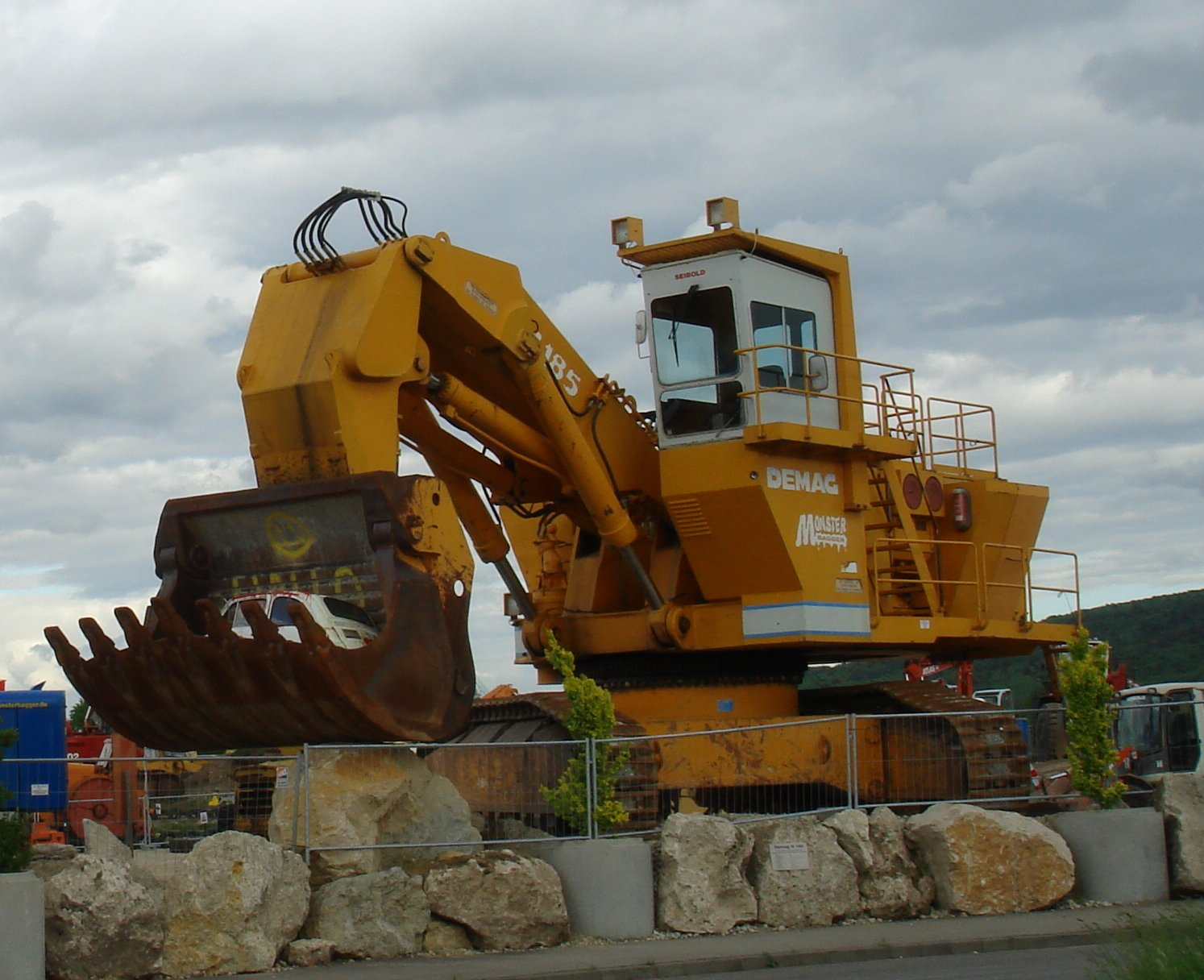
Экскаватор DEMAG Bagger. Исполнение: прямая лопата. — Один из самых крупных в своем классе гидравлический экскаватор

Экскаваторы имеют собственное специальное шасси с гусеничным движителем. Выполняются полноповоротными. Обладают высокой проходимостью и малым удельным давлением на грунт при большой массе. Могут работать на слабых и переувлажнённых грунтах, в том числе на торфоразработках. Имеют скорость хода 2—15 км/ч. К месту работ перевозятся тягачами на специальных прицепах.
Рабочий диапазон объёмов ковша весьма широк: от миниэкскаваторов с объёмом ковша 0,04 м³ до карьерных с объёмом ковша 10 м³. Имеются также особо тяжёлые карьерные гусеничные экскаваторы с объёмом ковша 26 м³ производства фирмы DEMAG (Германия).
Рабочее оборудование: прямая лопата, обратная лопата, драглайн. Может использоваться с грейфером, челюстным захватом, гидравлическим молотом для рыхления грунта. Получили широкое распространение в строительстве и при добыче полезных ископаемых. Ряд моделей гусеничных и пневмоколёсных экскаваторов имеют унифицированную поворотную платформу и рабочее оборудование.

#### Шагающие
Поворотная платформа с оборудованием шагающего экскаватора установлена на опорной плите. С поворотной платформой связаны лапы, которые при работе экскаватора подняты (не касаются грунта). При передвижении экскаватора лапы опираются на грунт. При этом опорная плита отрывается от грунта. Экскаватор передвигается на один шаг вперед (для некоторых моделей возможно движение назад). После этого лапы поднимаются и возвращаются в исходное положение. На шагающем ходу выпускают крупные карьерные экскаваторы с объёмом ковша 15 м³ — 40 м³ и вылетом стрелы до 65 м — 150 м. Рабочее оборудование — драглайн. Шагающими экскаваторами выполняются вскрышные работы (расчистка залежей полезных ископаемых от пустой породы), а также добыча полезных ископаемых и перемещение их в отвал (высотой до 40м). Погрузка полезных ископаемых шагающими экскаваторами в транспортные средства осуществляться не может.

#### Железнодорожные
В качестве шасси экскаватора используется железнодорожная платформа. Применяются для ремонтных работ на железной дороге. Имеют объём ковша до 4 м³. Поворотная платформа и оборудование часто унифицировано с гусеничными экскаваторами.

#### Плавучие
Рабочее оборудование (драглайн или грейферное) установлено на понтоне. Применяются для погрузочно-разгрузочных работ, добычи песка, гравия из водоемов, дноочистительных и дноуглубительных работ.
От плавучих кранов, оборудованных грейферами, плавучие экскаваторы отличаются меньшей высотой и упрощённой конструкцией стрелы.

### По типу двигателя

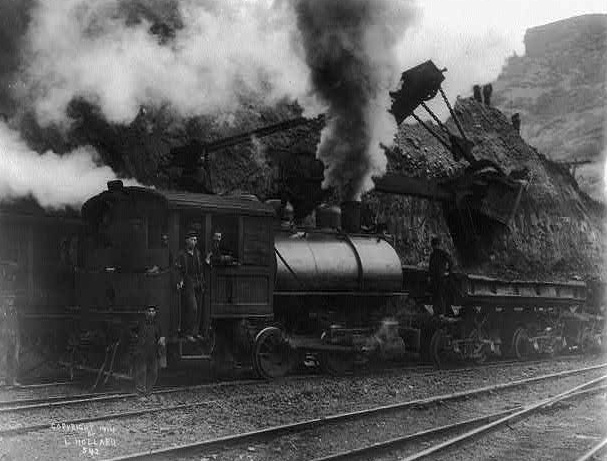
Работает паровой экскаватор

Паровые экскаваторы — в качестве двигателя используется паровая машина. Были распространены в начале XX века. В настоящее время не выпускаются. Моментно-скоростные характеристики паровой машины и рабочего оборудования экскаватора хорошо согласовываются (паровая машина может развивать крутящий момент даже при заторможенном валу), что упрощает механические передачи. Выпускались как одномашинные экскаваторы, так и многомашинные, причём на многих прямых лопатах применялся индивидуальный привод напора рукояти от напорной машины, установленной непосредственно на стреле лопаты.
Экскаваторы с двигателями внутреннего сгорания — наиболее распространённый тип. Экскаватор имеет собственный двигатель, чаще всего дизельный. Это обеспечивает автономность работы. Диапазон мощности двигателей, устанавливаемых на современные экскаваторы, весьма широк (см. размерные группы).
Моментно-скоростные характеристики двигателя внутреннего сгорания и рабочего оборудования экскаватора несогласованы. В частности, двигатель внутреннего сгорания не может развивать крутящий момент при заторможенном коленчатом валу. Это требует применения на механических экскаваторах согласующих передач (редукторов, гидротрансформаторов). У гидравлических экскаваторов согласование обеспечивается гидравлическими передачами.
Большинство экскаваторов с ДВС являются одномоторными, но на тяжёлых карьерных машинах могут применяться многомоторные схемы, чаще всего двухмоторные, где оба двигателя размещаются на поворотной платформе, либо второй двигатель расположен на гусеничном шасси и используется только для передвижения машины. 
Электрические экскаваторы — для привода рабочего оборудования используются электрические двигатели, получающие энергию от внешней сети или от собственного дизель-электрического агрегата. Электрический привод с питанием от внешней сети применяется для карьерных экскаваторов. Такие экскаваторы экономичны и не загрязняют атмосферу карьера. Электрический привод с питанием от собственного дизель-электрического агрегата применяется в плавучих экскаваторах. Как и паровая машина, электрический двигатель развивает крутящий момент при заторможенном якоре, поэтому электрическому экскаватору не нужны сложные механические передачи.
Современные электрические экскаваторы, как правило, многомоторные с индивидуальным приводом агрегатов, но в прошлом выпускались электрические экскаваторы и с групповым механическим приводом, как правило, созданные на базе машин с ДВС путём установки вместо него электродвигателя. 
Экскаваторы, работающие во взрывоопасной среде (в шахтах), первичного двигателя не имеют. Их гидравлическое оборудование питается жидкостью высокого давления от внешней маслостанции.

### По типу механических передач (приводов рабочего оборудования)

#### С групповым механическим канатным приводом (механические)

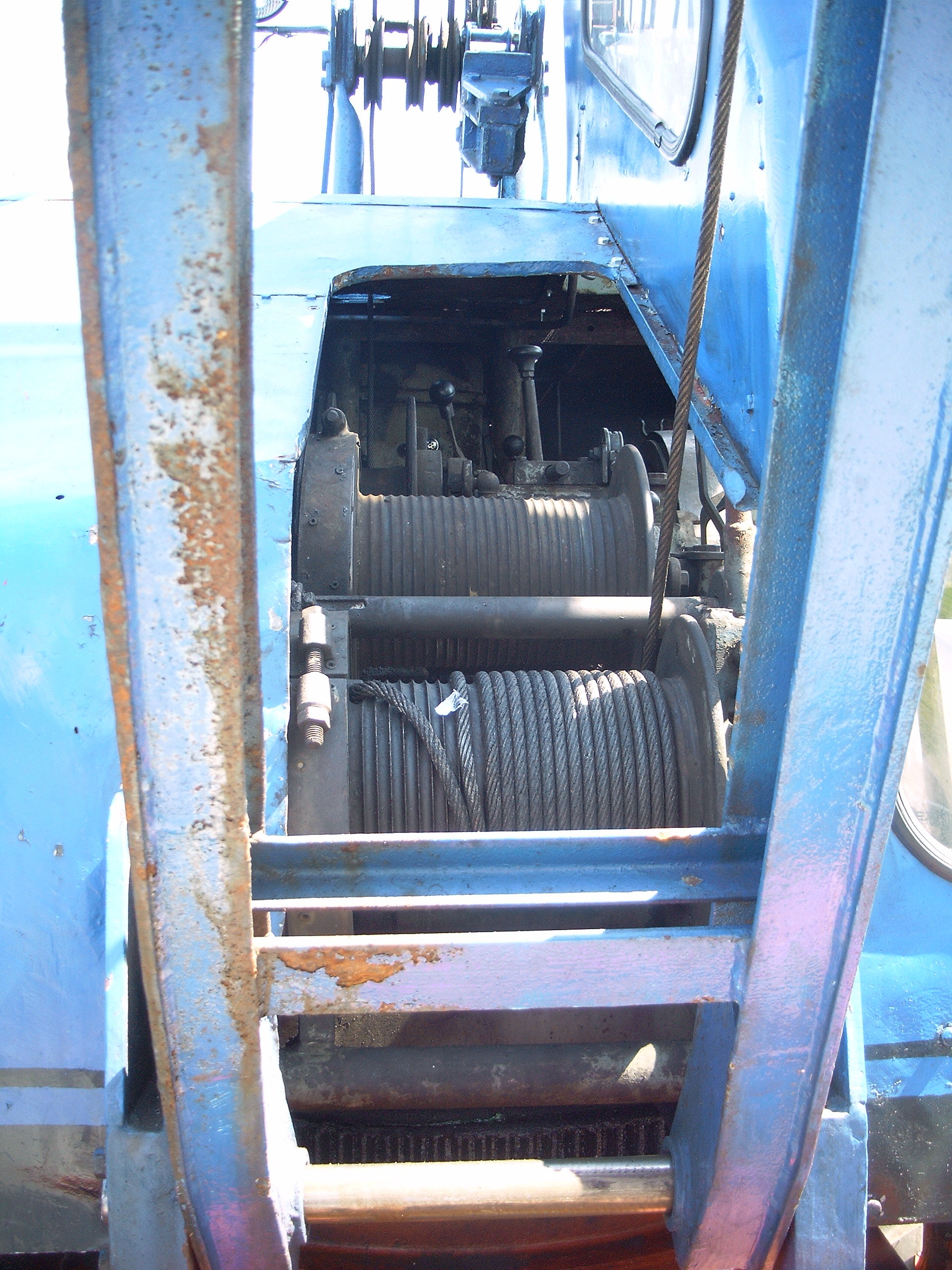
Лебёдки механического экскаватора

Тяговое усилие к рабочим органам передаётся посредством канатов (или цепей), движимых лебёдками. Привод лебёдок осуществляется от двигателя экскаватора посредством механических передач (зубчатых, цепных, фрикционных, червячных).
Универсальный экскаватор с механическим приводом оборудуется трехбарабанной лебёдкой.
Стреловой барабан лебёдки используется для привода (подъёма и опускания) стрелы.
Подъёмный барабан используется для подъёма ковша (или возврата рукояти при работе обратной лопатой).
Тяговый барабан используется для подтягивания ковша к экскаватору (при работе драглайном, обратной лопатой). При работе прямой лопатой тяговый барабан связан с механизмом напора рукояти.
Иногда встречается смешанный привод, прежде всего на тяжёлых дизельных карьерных и шагающих экскаваторах, где наряду с групповым приводом основных механизмов часто применяется индивидуальный электропривод поворота платформы. 
Управление групповым механическим приводом: 
В разное время применялись следующие системы управления: 
- Механическая. Значительные усилия на органах управления, повышенная утомляемость оператора, конструктивные ограничения по расположению органов управления, представляющих собой массивные рычаги и педали со значительным рабочим ходом, индивидуальные для каждой функции машины. Для ограничения усилий на органах управления могут применяться механические сервофрикционы. Сложная конструкция, в настоящее время не применяется, может встречаться на старых моделях. Примеры: ОМ-201 (сервофрикционы), многие модели Northwest Engeneering (система Feather Touch);
- Насосная (силовая) гидравлическая. Исполнительными элементами являются гидроцилиндры, давление рабочей жидкости создаётся гидронасосом. Минимальные усилия на органах управления, нет ограничений на их расположение. Сложности с применением связаны с "жёсткой" характеристикой, обусловленной несжимаемостью рабочего тела гидропривода, что усложняет управление некоторыми механизмами. Пример: канатные экскаваторы Воронежского экскаваторного завода;
- Пневматическая и электропневматическая. Исполнительными устройствами являются пневмоцилиндры, давление в системе создаётся компрессором. Усилия на органах управления небольшие, нет ограничений на их расположение, возможно совмещение в виде джойстиков. Электропневматическая система с электрическими органами управления и электропневмоклапанами позволяет изменять расположение кабины управления, например, располагать её на башенно-стреловом оборудовании. Имеется риск замерзания конденсата при отрицательных температурах, что требует применения осушителей. Пневматическое управление в настоящее время является наиболее распространённым. Примеры: ЭО-5111Б и большинство современных моделей. Ранее также применялось вакуумное управление, использовавшее разрежение во впускном трубопроводе двигателя. Пример: машины Buckeye Traction Co (система MEVAC MEtered VACuum);

Механический канатный привод широко применялся на экскаваторах в прошлом. В современных моделях его применение сокращается по следующим причинам:
- экскаваторы с механическим канатным приводом имеют сложную механическую конструкцию, повышенную металлоёмкость и содержат большое число быстроизнашивающихся расходных изделий (накладки фрикционов, ленты тормозов, канаты).
- канатный привод и механическая трансмиссия обеспечивает ограниченное число независимых перемещений элементов рабочего оборудования;
- канатный привод технически сложно сделать автоматизированным;
- канатный привод не обеспечивает полной фиксации элементов рабочего оборудования в заданном положении.

Преимущества канатного привода:
- возможность работы с разнообразным сменным рабочим оборудованием. Драглайн может использоваться только с канатным приводом;
- меньшая требовательность к условиям эксплуатации. Возможна работа в условиях низких температур, повышенной запылённости, с погружением рабочего оборудования в воду;

Сменное рабочее оборудование экскаватора с канатным приводом, в зависимости от размерной группы, включает подъёмный кран, драглайн, грейфер, трамбовочную плиту, клиновой рыхлитель, шар-бабу, прямую и обратную лопату, буровые, сваебойные и сваевдавливающие установки. Большая часть сменного рабочего оборудования, кроме прежде всего прямой и обратной лопаты, основана на стреловом оборудовании с ферменной стрелой и отличается запасовкой канатов и непосредственно рабочим органом. Такая машина называется кран-экскаватор.
Многие современные канатные экскаваторы и кран-экскаваторы с одномоторным приводом имеют гидравлическую трансмиссию, устраняющую большинство недостатков группового механического привода.

#### С индивидуальным электрическим приводом лебедок (электромеханические)
Тяговое усилие к рабочим органам передаётся посредством канатов (или цепей), движимых лебёдками. Привод каждой лебёдки и вспомогательных механизмов осуществляется индивидуальным электрическим двигателем. Такой привод применяется на тяжёлых карьерных (в том числе и шагающих) и промышленных экскаваторах.

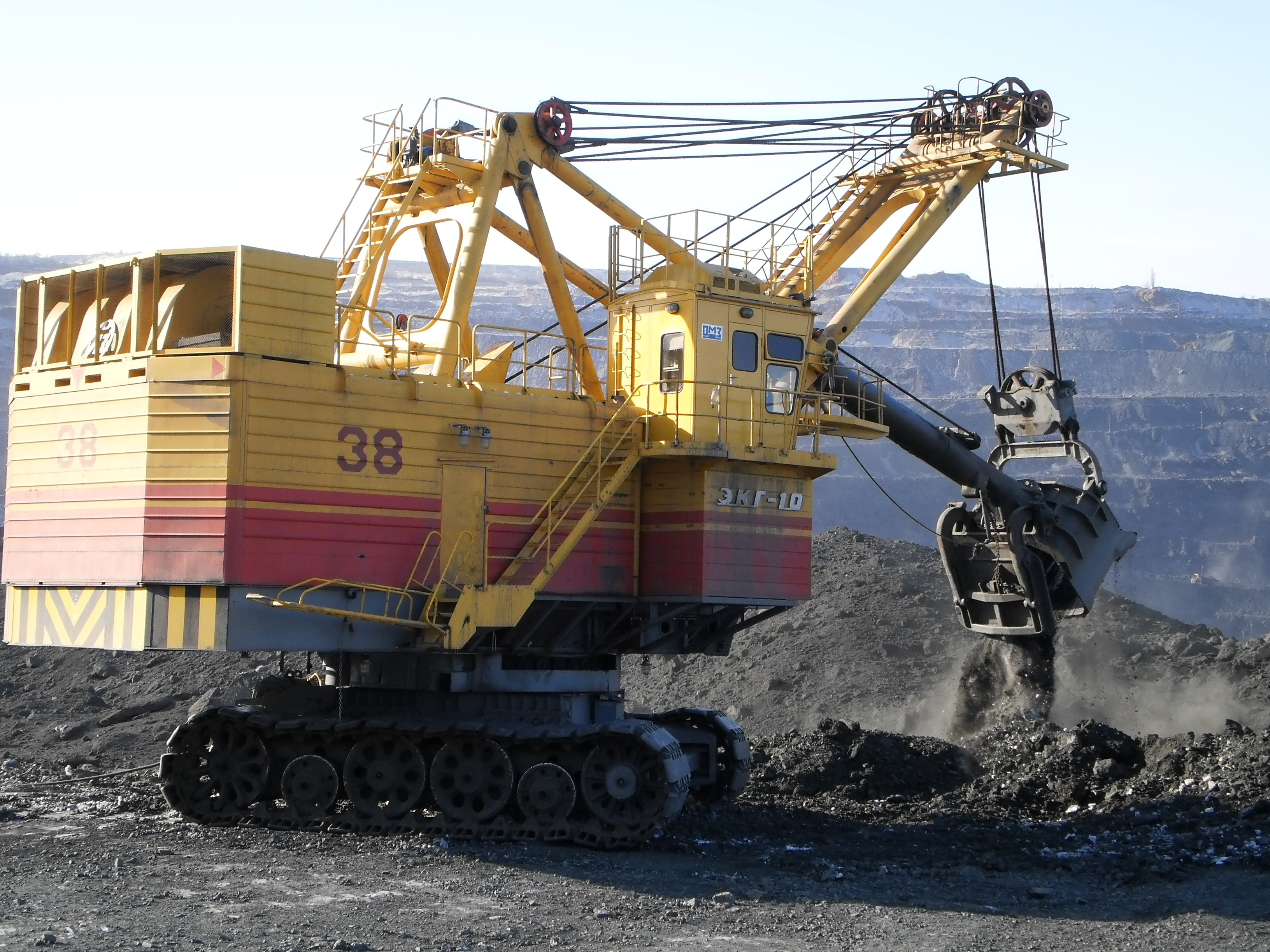
Электромеханический лебёдочный 10-кубовый карьерный экскаватор с прямой лопатой ЭКГ-10 производства России. Хорошо видна система канатов.

#### С гидравлическим приводом
В экскаваторах с гидравлическим приводом (гидравлические экскаваторы) усилие на элементах рабочего оборудования создается гидроцилиндрами и гидродвигателями. Двигатель экскаватора приводит во вращение гидравлический насос, создающий давление рабочей жидкости в напорной магистрали гидросистемы. Через систему гидрораспределителей полости гидроцилиндров (гидродвигателей) соединяются с рабочей или сливной магистралями гидросистемы, что обеспечивает перемещение рабочего оборудования. В нейтральном положении (при запертых полостях гидроцилиндров) положение рабочего оборудования фиксируется. Для транспортировки экскаватора с помощью буксира предусмотрена возможность перевода гидроцилиндра стрелы и гидромотора механизма поворота в нейтральный транспортный («плавающий») режим.
В настоящее время гидравлические экскаваторы имеют преимущественное распространение.

## Экскаваторы Уральского завода тяжёлого машиностроения
В СССР карьерные электромеханические (8-ми кубовые) экскаваторы были в основном произведены Уральским заводом УЗТМ. На некоторых предприятиях стран СНГ они служат и по сей день.